# LOLICEPT
LOLICEPT（ろりせぷと）は、日本のイラストレーター、漫画家、同人作家。
「さぁくるLOLICEPT」として同人サークルでも活動している。 
名前はヘヴィメタル・バンドのACCEPTから。
インターネット上では特にパイズリに拘っているイラストレーター（パイズリスト）として認知されている。
2019年3月中旬に突如活動停止するツイートの後、ツイッター並びにその他のイラスト投稿サイトのアカウントを削除。同月下旬にアーカイブ目的として活動しないことを念頭に復帰させ、それに至った経緯を掲載した。

## 受賞歴
- 2016年 かんぱに☆2周年イラストコンテスト 装備開発室特別功労賞（株式会社DMM.com OVERRIDE/かんぱに☆ガールズ）
- 2017年 かんぱに☆第3回イラストコンテスト 3周年記念賞（株式会社DMM.com OVERRIDE/かんぱに☆ガールズ）

## 作品

### 同人誌
- Smells like zuri spirit（さぁくるLOLICEPT、こみトレ32）
- ZURIN NATION ARMY（さぁくるLOLICEPT、こみトレ33）
- ZURIFUNCTION -Paizuri Only-（さぁくるLOLICEPT、こみトレ33）

### ゲーム
- 陵辱×タワーディフェンス 種付け中出し雌奴隷化で異世界救済RPG（サークル暇乞い/一部キャラクター）
- コスプレ×脱出ゲーム 隠れSな幼馴染とミステリーハウスに閉じ込められたら（サークル暇乞い/原画）
- 千年戦争アイギス（FANZA(DMM GAMES)/希代の天才道化リズリー・東国の大剣豪ジュウベエ・竜吉公主・技工兵ドリー）

### 小説
- よくわかる奴隷少女との暮らし方（C著/株式会社KADOKAWA オシリス文庫/キャラクターデザイン、イラスト全般）
- エルフ王女に睨まれながら俺のオーク棒で孕ませっくす!（栗栖著/パラダイム出版 ぷちぱら文庫Creative/キャラクターデザイン・イラスト全般）
- 隠しスキルで無双ハーレム!（愛内なの著/パラダイム出版 ぷちぱら文庫Creative/キャラクターデザイン、イラスト全般）

### 漫画
- 新人ちゃんのアルバイト（文苑堂（COMIC EUROPA）/2017年COMICエウロパ vol.12～16/COMIC BAVEL 2018年3月号/全6話）

### イラスト
- ボテ腹セックスで肉便器堕ち！Vol.1（キルタイムコミュニケーション、表紙イラスト）
- You can't escape from my love shot!!（Sound Project "SIVA"、痛エフェクター本体イラスト）
- 自宅警備員　添い寝で喘ぐ女。 制服、私服に着せ替えた、 葛木 由紀の抱きまくらカバー!!(エイ・ワン・シー/抱き枕カバーイラスト)

### パッケージイラスト
タマトイズ社のパッケージイラストを多く手掛けている。以下に製品名を記載。
- 覚醒サキュバス クリスタル ハード
- 美少女の汗ばんだ腋の匂い
- 女子校生の染みパンの匂い
- 美脚OLのストッキングの匂い
- 機械少女とヴァーチャルFUCK
- 新女子校生のパンツ
- すぐイキ荘の射精管理人さん
- 女の子の風呂上がりの匂い
- メス肉ぎゅうぎゅうプレス
- タマトイズPREMIUMタペストリー ＃8
- ガンガンイケル・オナホール
- インサートエアピロー用枕カバー タマショップ限定 ＃9
- ゆるキュン♡
- ペニスピクピク
- 俵締めハメ太郎
- リアルエネオルガ
- 彼女のアソコ、下から見るか?横から見るか?
- ニップルキュトBIG
- 女子校生のジャージの匂い
- 大丈夫?おっぱい揉む?
- 小悪魔 NEW HOLE! !
- 白いスクール水着 おとこの娘用
- バックルロックシリーズ(4種類)
- けだものフレンズ
- 童貞を〇すローション
- 月曜日からたわわ
- チューリップローター
- 小悪魔バイブレター（Aタイプ、Vタイプ）
- 女子校生の体操着の匂い
- エアブラパッド おとこの娘用BIG